# Entephria deaurata
Entephria deaurata är en fjärilsart som beskrevs av Hans Reisser 1926. Entephria deaurata ingår i släktet Entephria och familjen mätare. Inga underarter finns listade i Catalogue of Life.